# Benedict von Jagow
Benedict von Jagow (Ottawa, ...) è un giocatore di football americano canadese, che gioca come wide receiver per i Fukuoka Suns..
Dopo aver giocato per gli Western Mustangs è passato in Europa, prima agli spagnoli Murcia Cobras, poi ai tedeschi Hildesheim Invaders, in seguito ai danesi Triangle Razorbacks. Nel 2020 ha giocato una stagione abbreviata a causa della pandemia di COVID-19 agli Stockholm Mean Machines, mentre nel 2021 è passato agli svizzeri Gladiators Beider Basel e nel 2022 ai cechi Prague Black Panthers (che disputano il campionato austriaco). Nel 2023 è stato nel roster dei Flash de La Courneuve, mentre dal 2024 veste la maglia dei Fukuoka Suns.

## Palmarès
- 1 Mermaid Bowl (2019)
- CEFL European Championship (2023)